# Manotes flavipes
Manotes flavipes är en tvåvingeart som beskrevs av James 1967. Manotes flavipes ingår i släktet Manotes och familjen vapenflugor. Inga underarter finns listade i Catalogue of Life.